# Дражевитичі
Дражевитичі (хорв. Draževitići) — населений пункт у Хорватії, у Сплітсько-Далматинській жупанії у складі міста Вргораць.

## Населення
Населення за даними перепису 2011 року становило 203 осіб.
Динаміка чисельності населення поселення:

## Клімат
Середня річна температура становить 14,59 °C, середня максимальна – 27,91 °C, а середня мінімальна – 0,91 °C. Середня річна кількість опадів – 941 мм.
| Клімат поселення                              | Клімат поселення | Клімат поселення | Клімат поселення | Клімат поселення | Клімат поселення | Клімат поселення | Клімат поселення | Клімат поселення | Клімат поселення | Клімат поселення | Клімат поселення | Клімат поселення | Клімат поселення |
| Показник                                      | Січ.             | Лют.             | Бер.             | Квіт.            | Трав.            | Черв.            | Лип.             | Серп.            | Вер.             | Жовт.            | Лист.            | Груд.            |                  |
| Середній максимум, °C                         | 9,67             | 10,31            | 13,62            | 17,68            | 22,86            | 26,61            | 27,91            | 27,64            | 22,45            | 17,70            | 12,65            | 9,28             |                  |
| Середня температура, °C                       | 5,28             | 5,93             | 9,25             | 13,28            | 18,48            | 22,22            | 25,09            | 24,80            | 19,62            | 14,86            | 9,80             | 6,45             |                  |
| Середній мінімум, °C                          | 0,91             | 1,54             | 4,86             | 8,90             | 14,10            | 17,83            | 22,24            | 21,97            | 16,78            | 12,03            | 6,97             | 3,62             |                  |
| Норма опадів, мм                              | 91               | 80               | 82               | 79               | 63               | 54               | 38               | 51               | 75               | 103              | 120              | 105              |                  |
| Середньомісячна швидкість вітру, м/с          | 3.04             | 3.41             | 3.52             | 3.17             | 2.80             | 2.60             | 2.62             | 2.43             | 2.68             | 2.75             | 3.37             | 3.50             |                  |
| Середньомісячна сонячна радіація, кДж/м²·день | 5677             | 8312             | 12009            | 16381            | 20038            | 23025            | 24756            | 22095            | 16324            | 10637            | 6160             | 4762             |                  |
| --------------------------------------------- | ---------------- | ---------------- | ---------------- | ---------------- | ---------------- | ---------------- | ---------------- | ---------------- | ---------------- | ---------------- | ---------------- | ---------------- | ---------------- |
| Джерело:                                      |                  |                  |                  |                  |                  |                  |                  |                  |                  |                  |                  |                  |                  |